# Ред на Фурие
В математиката ред на Фурие е вид тригонометричен ред, чрез който периодична функция може да се представи като сума от (възможно и безкрайно много) прости периодични функции – синуси и косинуси или комплексни експоненти. Във физиката и практиката изследван сигнал може да се представи чрез реда на Фурие като множество прости сигнали, насложени един върху друг. Като пример тонът от един музикален инструмент може да се представи като сума от много прости чисти тонове, още наречени хармоници или обертонове.
Нека {\displaystyle f\in L^{1}(\mathbb {T} )}, където {\displaystyle \mathbb {T} =[0,2\pi )}. Редът на Фурие на f, който ще означаваме с S(f) се задава формално с формулата
{\displaystyle S(f):=\sum _{n=-\infty }^{\infty }{\hat {f}}(n)e^{int},}
където {\displaystyle {\hat {f}}(n)} е n-тият фуриеров коефициент на f (n е цяло число). Казваме, че един тригонометричен ред е ред на Фурие, ако коефициентите му са фуриерови коефициенти за някое {\displaystyle f\in L^{1}(\mathbb {T} )}.
Една от основните задачи на класическия хармоничен анализ е да определи при какви условия редът на Фурие S(f) клони към функцията f. Друг важен въпрос е кои свойства на f от ограниченост, диференцируемост и непрекъснатост са отразени във фуриеровите коефициенти.

## Теорема за единственост
- Нека {\displaystyle f\in L^{1}(\mathbb {T} )}. Ако {\displaystyle {\hat {f}}(n)=0} за всяко n, то f = 0.
- Нека {\displaystyle f,g\in L^{1}(\mathbb {T} )}. Ако {\displaystyle {\hat {f}}(n)={\hat {g}}(n)} за всяко n, то f = g.

Частичните суми на реда на Фурие {\displaystyle S_{N}(f)=\sum _{n=-N}^{N}{\hat {f}}(n)e^{int}} могат да се изразят като конволюция на f с ядрото на Дирихле {\displaystyle D_{N}}. Тъй като ядрото на Дирихле не е сумиращо ядро, е доста трудно да се изведе сходимост на реда на Фурие в общия случай.

## Теорема на Фейер
Ако {\displaystyle f\in L^{1}(\mathbb {T} )} е непрекъсната в точката {\displaystyle t_{0}} и редът на Фурие на f е сходящ в {\displaystyle t_{0}\in \mathbb {T} }, то
{\displaystyle S(f)(t_{0})=f(t_{0}).}

## Теорема на Лебег
Ако редът на Фурие на {\displaystyle f\in L^{1}(\mathbb {T} )} е сходящ в някое подмножество Е с положителна мярка, то сумата му е равна на почти навсякъде в Е. В частност, ако редът на Фурие на {\displaystyle f\in L^{1}(\mathbb {T} )} е сходящ почти навсякъде в тора, то той клони към f почти навсякъде в тора.

## Абсолютно сходящ ред на Фурие
Означаваме с {\displaystyle A(\mathbb {T} )} множеството на онези непрекъснати функции в тора с абсолютно сходящ ред на Фурие, т.е. функциите {\displaystyle f\in C[0,2\pi )}, за които е изпълнено
{\displaystyle \sum _{n=-\infty }^{\infty }|{\hat {f}}(n)|<\infty .}
Изображението {\displaystyle f\mapsto \{{\hat {f}}(n)\}} от {\displaystyle A(\mathbb {T} )} в {\displaystyle \ell ^{1}(\mathbb {Z} )} е линейно и еднозначно.
Ако {\displaystyle \{a_{n}\}\in \ell ^{1}(\mathbb {Z} )}, то тригонометричният ред
{\displaystyle \sum _{n\in \mathbb {Z} }a_{n}e^{int}}
е равномерно сходящ в тора и ако означим сумата му с g, имаме от свойствата на преобразованието на Фурие,
{\displaystyle a_{n}={\hat {g}}(n).}
Така се получава изоморфизъм между {\displaystyle A(\mathbb {T} )} и {\displaystyle \ell ^{1}(\mathbb {Z} )}. Ако се положи
{\displaystyle \|f\|_{A(\mathbb {T} )}:=\sum _{n\in \mathbb {Z} }|{\hat {f}}(n)|,}
не е трудно да се покаже, че горната формула определя норма в {\displaystyle A(\mathbb {T} )}.

### Следствие
{\displaystyle A(\mathbb {T} )} и {\displaystyle \ell ^{1}(\mathbb {Z} )} са изоморфни банахови пространства. Още повече, понеже
{\displaystyle \|f\cdot g\|_{A(\mathbb {T} )}\leq \|f\|_{A(\mathbb {T} )}\|g\|_{A(\mathbb {T} )},}
{\displaystyle A(\mathbb {T} )} е банахова алгебра.
Лемата на Винер обобщава спектралните свойства на {\displaystyle A(\mathbb {T} )}.
Не всяка непрекъсната функция в тора има абсолютно сходящ ред на Фурие. Онези непрекъснати функции, които не са в {\displaystyle A(\mathbb {T} )}, не могат да бъдат характеризирани чрез техните производни например. Някои условия са достатъчни обаче, за да бъде редът на Фурие абсолютно сходящ.

### Теорема на Бернщайн
Нека {\displaystyle f\in Lip_{\alpha }(\mathbb {T} )}, т.е. пространството на функции на Липшиц, което съдържа онези {\displaystyle f\in C(\mathbb {T} )}, за които
{\displaystyle \sup _{t\in \mathbb {T} ,h\neq 0}{\frac {|f(t+h)-f(t)|}{|h|^{\alpha }}}<\infty }
за някое {\displaystyle \alpha >{\frac {1}{2}}}. Тогава {\displaystyle f\in A(\mathbb {T} )}.
Условието {\displaystyle \alpha >{\frac {1}{2}}} е необходимо, понеже съществуват функции в {\displaystyle Lip_{\frac {1}{2}}(\mathbb {T} )}, чийто ред на Фурие не е абсолютно сходящ. Виж ред на Харди-Литълууд.

### Теорема на Зигмунд
Ако {\displaystyle f\in Lip_{\alpha }(\mathbb {T} ),\alpha >0} и f е с ограничена вариация, то {\displaystyle f\in A(\mathbb {T} )}.

## Сходимост в L2
С най-голям успех при сходимостта на техния ред на Фурие се ползват функциите от {\displaystyle L^{2}(\mathbb {T} )}. Това се дължи на факта, че това пространство е хилбертово. Скаларното произведение в {\displaystyle L^{2}(\mathbb {T} )} се дефинира с равенството
{\displaystyle \langle f,g\rangle ={\frac {1}{2\pi }}\int _{\mathbb {T} }f(t){\overline {g(t)}}\,dt}
В {\displaystyle L^{2}(\mathbb {T} )} функциите {\displaystyle \{e^{int}:n\in \mathbb {Z} \}} са ортонормиран базис.
Следователно
- {\displaystyle f=\sum _{n=-\infty }^{\infty }{\hat {f}}(n)e^{int}} в нормата на {\displaystyle L^{2}(\mathbb {T} )}.
- За всяка редица {\displaystyle \{a_{n}\}\in \ell ^{2}(\mathbb {Z} )}, т.е. редица, за която е изпълнено

{\displaystyle \sum _{n\in \mathbb {Z} }|a_{n}|^{2}<\infty },
съществува единствена функция {\displaystyle f\in L^{2}(\mathbb {T} )}, такава че
{\displaystyle a_{n}={\hat {f}}(n).}

### Теорема на Парсевал
Нека {\displaystyle f,g\in L^{2}(\mathbb {T} )}. Тогава
{\displaystyle {\frac {1}{2\pi }}\int _{\mathbb {T} }f(t){\overline {g(t)}}\,dt=\sum _{n=-\infty }^{\infty }{\hat {f}}(n){\overline {{\hat {g}}(n)}}}

## Изключения
Съществуват функции, за които {\displaystyle f\in L^{1}(\mathbb {T} )}, но {\displaystyle f\notin L^{2}(\mathbb {T} )}, чийто ред на Фурие S(f) е разходящ почти навсякъде в тора {\displaystyle \mathbb {T} }.